# إيرينا كونتي دي ماورو
إيرينا كونتي دي ماورو (بالبولندية: Irena Conti Di Mauro)‏ (و. 1931 – 2009 م) هي صحفية، وشاعرة، وكاتِبة بولندية، ولدت في وارسو، توفيت عن عمر يناهز 78 عاماً.